# La Briha
La Briha (en francès Labrihe) és un municipi francès situat al departament del Gers i a la regió d'Occitània.

## Demografia
| 1962                                       | 1968 | 1975 | 1982 | 1990 | 1999 | 2006 |
| ------------------------------------------ | ---- | ---- | ---- | ---- | ---- | ---- |
| 181                                        | 152  | 142  | 145  | 136  | 150  | 196  |
| Des de 1962: població sense dobles comptes |      |      |      |      |      |      |

## Administració
| Període   | Identitat         | Partit        |
| --------- | ----------------- | ------------- |
| 1959-1972 | Georges Harmand   |               |
| 1972-1977 | Paul Henry        |               |
| 1977-1998 | Hubert Brasset    | Divers droite |
| 1988-     | Christian Oustric |               |